# Gallio
För andra betydelser, se Gallio (olika betydelser).
Gallio är en kommun i provinsen Vicenza i regionen Veneto i Italien. Kommunen hade 2 368 invånare (2018) och gränsar till kommunerna Asiago, Enego och Foza.
Backhoppsanläggningen Trampolino di Pakstall ligger i kommunen.  